# Ain Dubai
Ain Dubai (in italiano occhio di Dubai) è la ruota panoramica situata nell'isola Bluewaters di Dubai.

## Descrizione
Con i suoi 250 metri di diametro, su 274 di altezza totale della struttura, l'Ain Dubai è la più grande ruota panoramica del mondo. Può trasportare 1 750 passeggeri contemporaneamente in 48 capsule.La ruota panoramica è risultata chiusa per circa 2 anni, chiusura avvenuta nel 2022 fino a Dicembre 2024, mese della riapertura al pubblico.
Secondo voci vicine al progetto, gli Emirati nascondondevano il vero motivo della chiusura, ovvero un collasso strutturale interno della ruota, oltre al fatto la ruota stessa stia lentamente affondando nelle sabbie dell'isola artificiale che è stata appositamente costruita per ospitare la gigantesca struttura.
Dopo una lunga serie di lavori, riapre al pubblico a Dicembre 2024.